# Allées Paul-Riquet
Les allées Paul-Riquet sont une voie publique, située dans la commune de Béziers dans le département de l'Hérault. Elles portent le nom du créateur du Canal du Midi, Pierre-Paul Riquet, natif de la ville. 

## Situation et accès
Cet axe relie le théâtre municipal au Plateau des poètes, en passant devant la place Jean-Jaurès.
Longues de 650 mètres, elles sont bordées de chaque côté par des immeubles à façades haussmanniennes, qui ont été rénovées pour la plupart d'entre elles. Les allées sont composées au centre d'un grand chemin et d'une route de chaque côté.

## Odonymie
Elles portent ce nom depuis 1868. Elles s'appelaient à la fin du XVIIIe siècle « La promenade » ou « La passejada » (synonyme en occitan), et en 1857 « La promenade du théâtre », en référence au théâtre construit en 1844 en haut de ces allées.

## Histoire
Un premier tronçon fut construit jusqu'à la Citadelle, par comblement des fossés.
Dès 1827, les remparts furent détruits et le quartier aménagé. Le 21 octobre 1838, à l'initiative de la Société Archéologique de Béziers, est érigée une statue en bronze représentant Pierre-Paul Riquet, œuvre du sculpteur David d'Angers. 
Entre 1879 et 1948, la ligne 3 du tramway de Béziers passait par la rive droite des allées Paul-Riquet. 
Au XIXe siècle, les allées étaient le rendez-vous des négociants de vin de Montpellier, Bordeaux, Lyon, Marseille et Paris qui se rencontraient et arrêtaient les prix. Les allées Paul-Riquet et le Champ-de-Mars deviennent le lieu de rassemblement des manifestants faisant suite à la révolte des vignerons de 1907. Le 12 mai 1907, ses espaces publics sont envahis par un rassemblement de 150 000 manifestants. Le 21 juin 1907, les soldats du 17e régiment d’infanterie viennent soutenir les manifestants sur les allées, à la suite des manifestations de Narbonne où 4 manifestants sont tués.

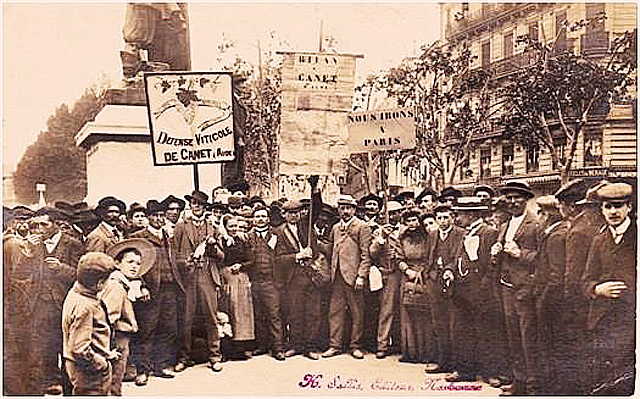
Les allées Paul-Riquet durant la révolte des vignerons de 1907.
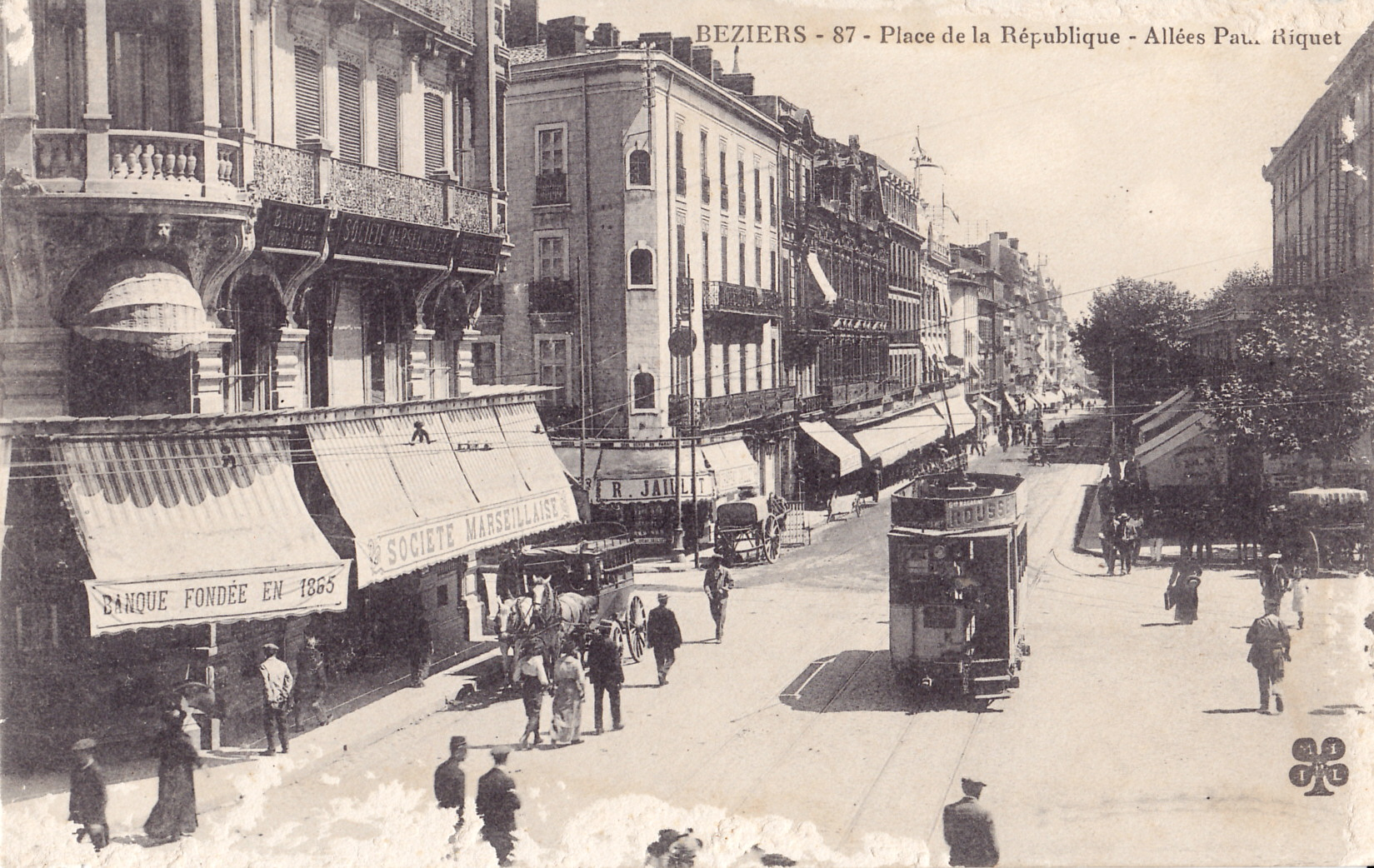
Les allées Paul-Riquet avec la ligne de tramway avant 1914.

Durant l'Occupation, la Kommandantur était située en bas à droite, le long du Plateau.
La gare routière s'est longtemps située Place Jean-Jaurès (aussi appelée la Citadelle), avant d'être transférée Place du Général-de-Gaulle.
De 2020 à 2023, un chantier de rénovation des allées est engagé, avec un changement et renforcement du revêtement de sol, en cohérence avec la précédente rénovation de la place Jean-Jaurès.

## Patrimoine et lieux d'intérêt
- Le théâtre à l'Italienne (1844), orné de bas-reliefs d'Injalbert, dont la façade est classée aux monuments historiques[8].
- L'ancienne chambre de commerce et d'industrie (1930), de style néoclassique.
- La statue de bronze de Pierre-Paul Riquet, réalisée par le sculpteur David d’Angers en 1838[9].
- Les immeubles haussmanniens.

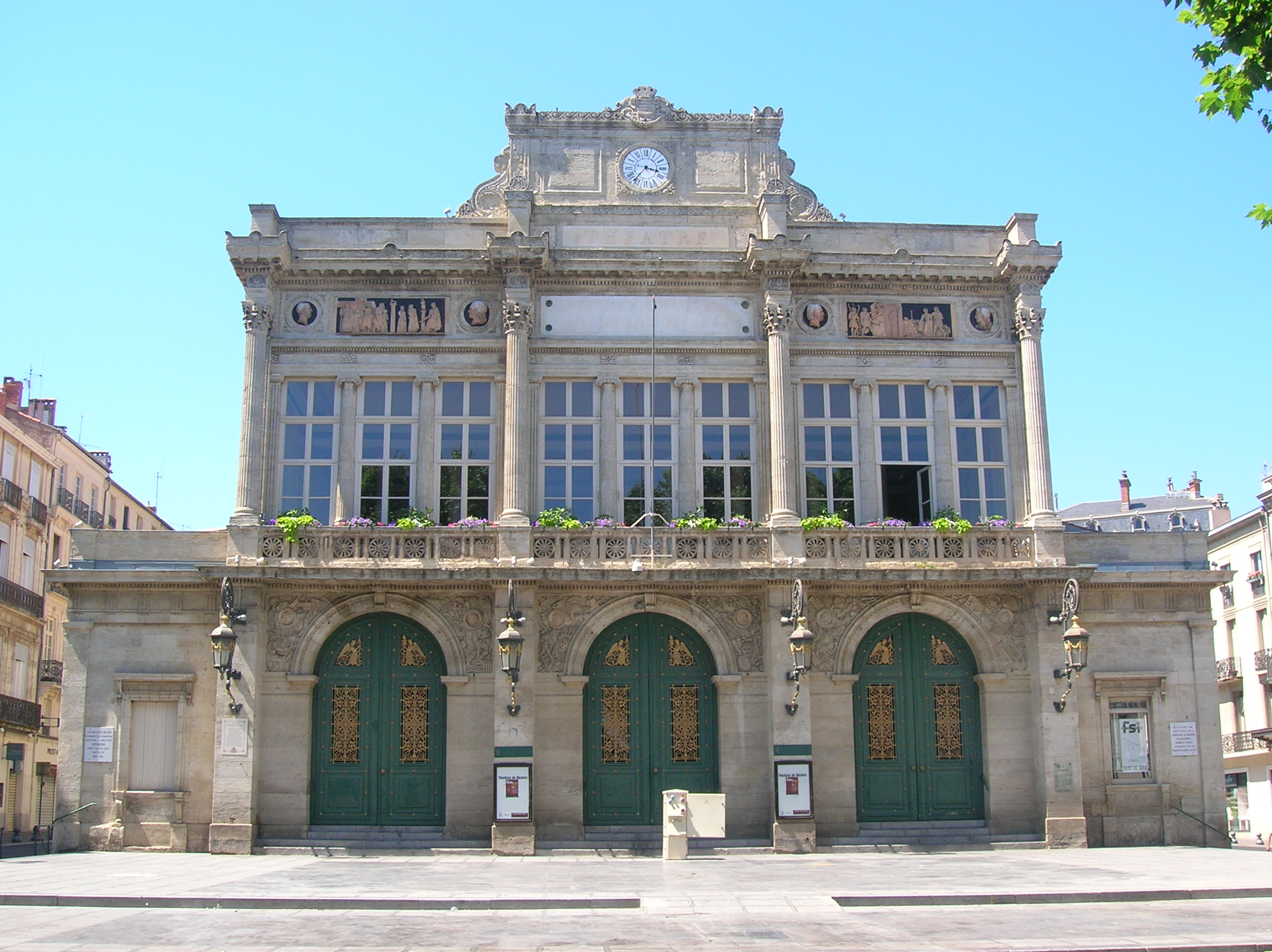
Théâtre municipal dont la façade est classée aux monuments historiques.
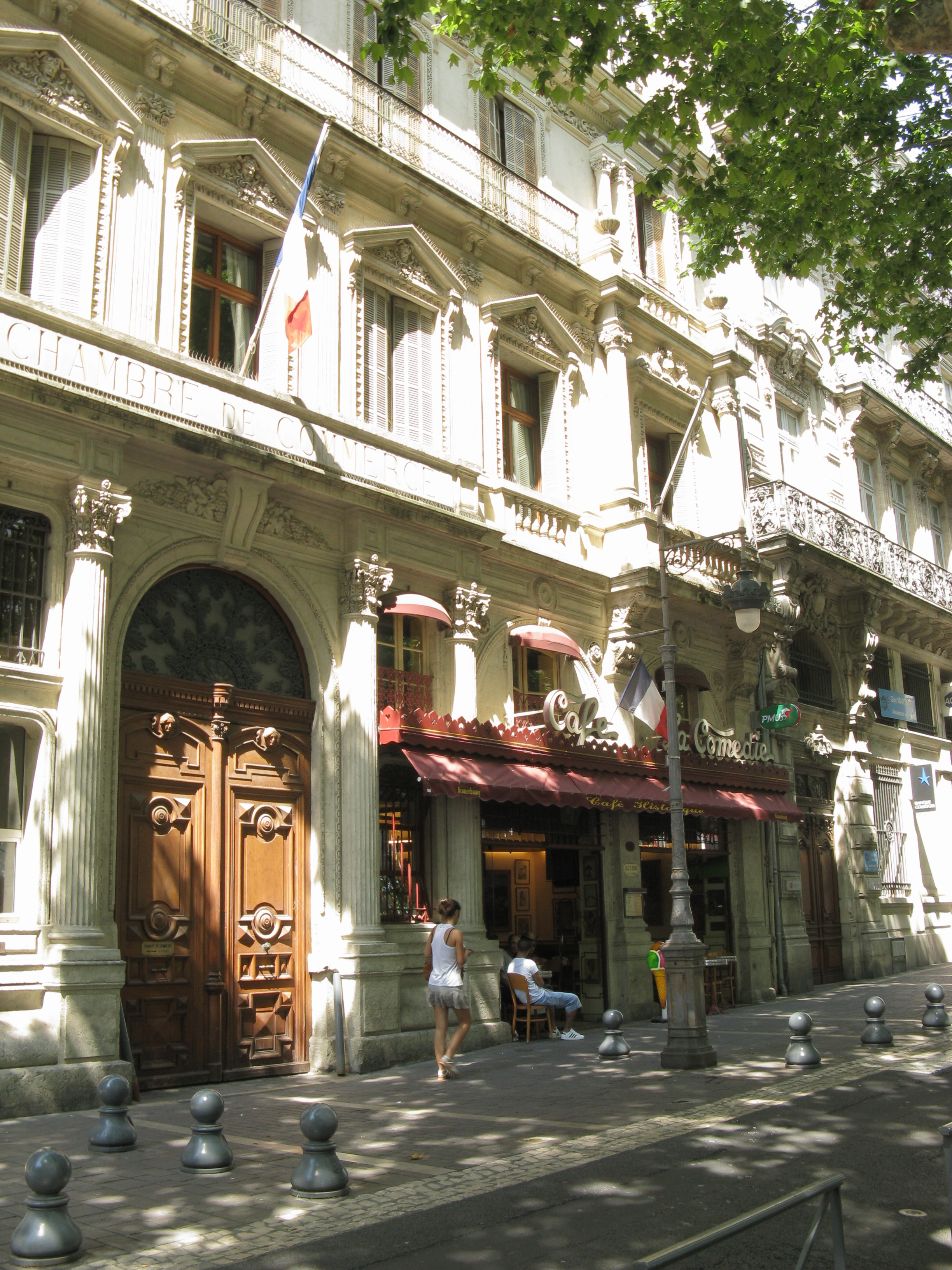
L'ancienne chambre de commerce et d'industrie sur la rive gauche.
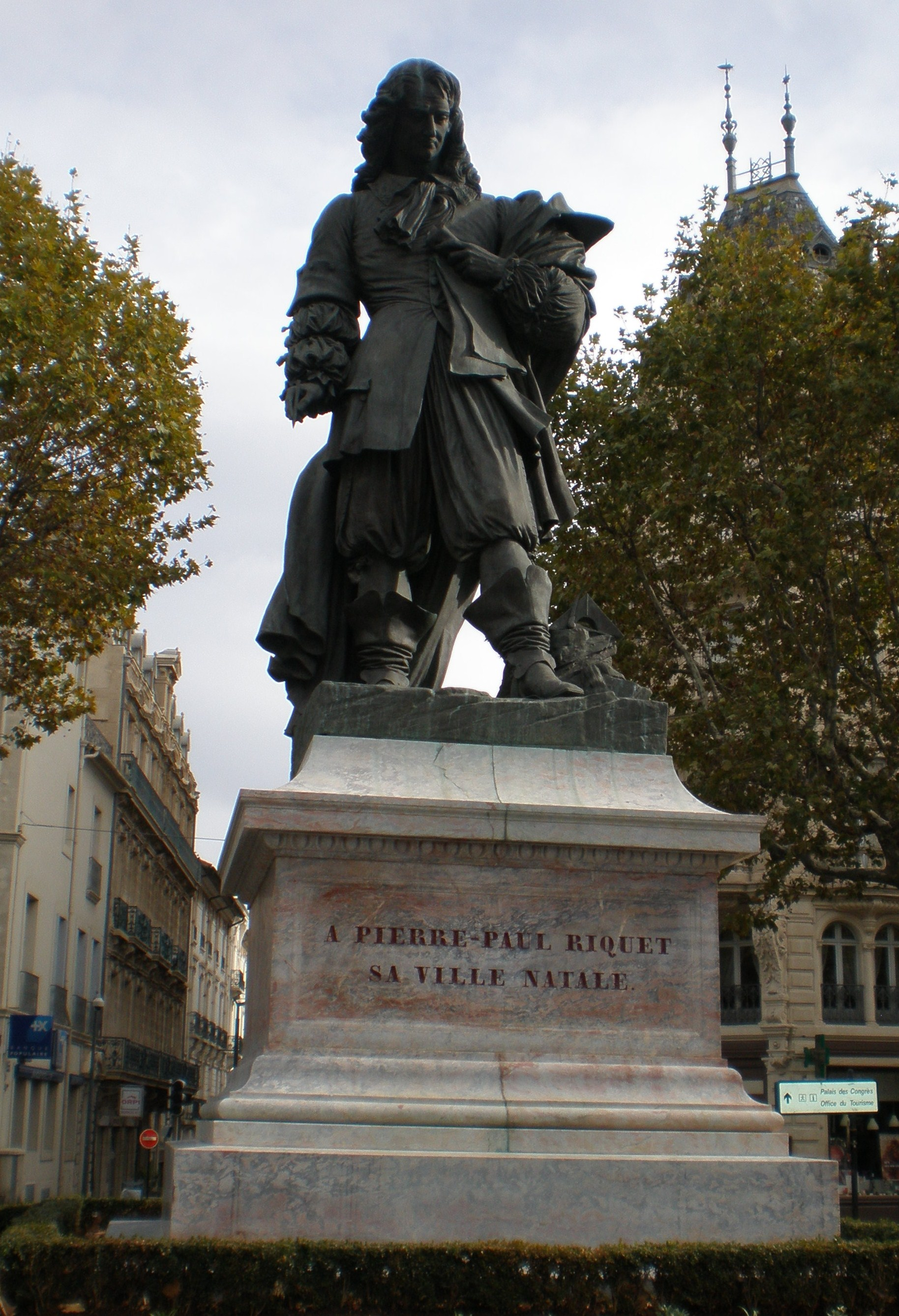
Statue de bronze de Pierre-Paul Riquet, au milieu des allées.
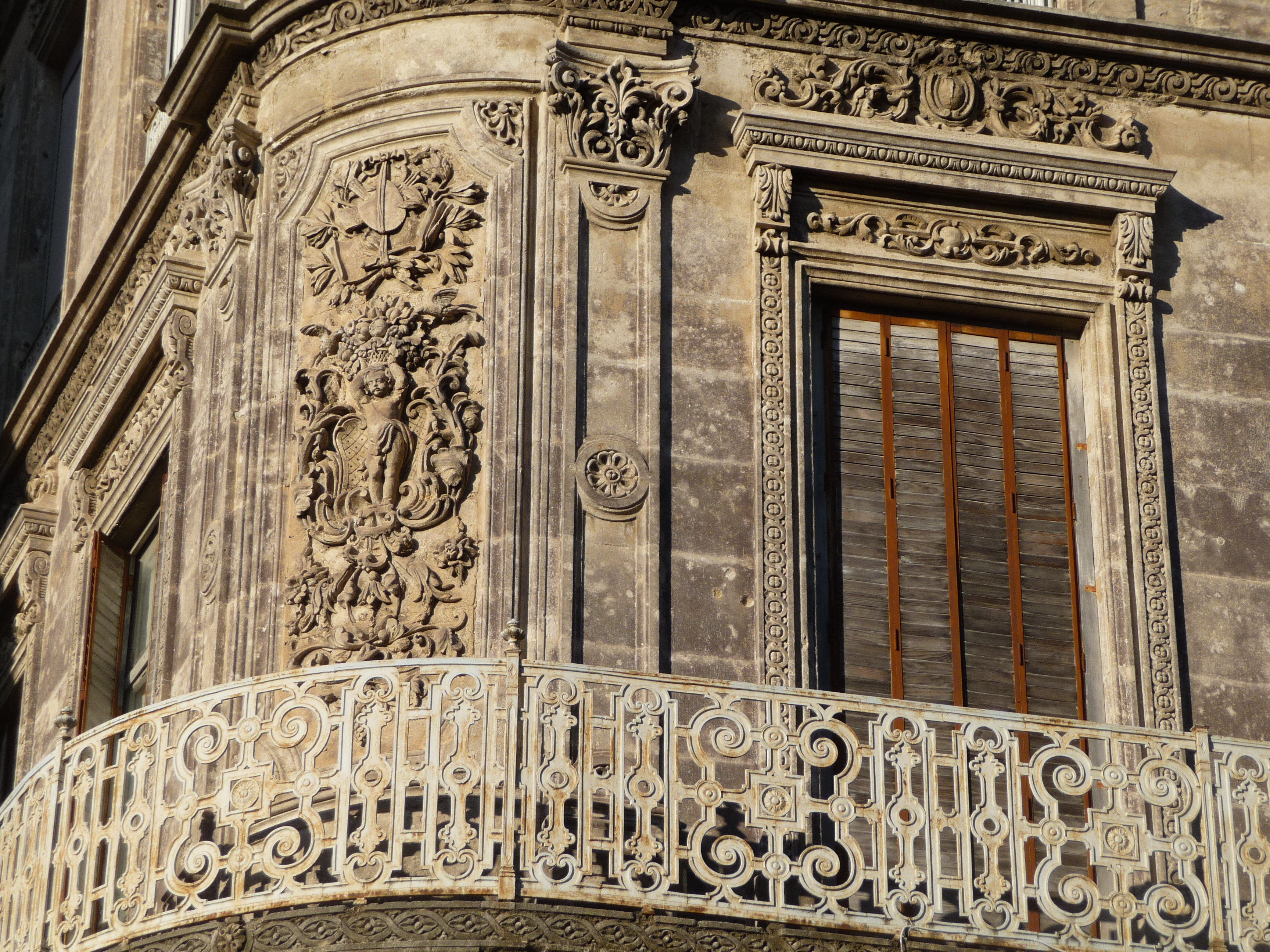
Façade d'un immeuble près du théâtre sur la rive gauche.

## Activités

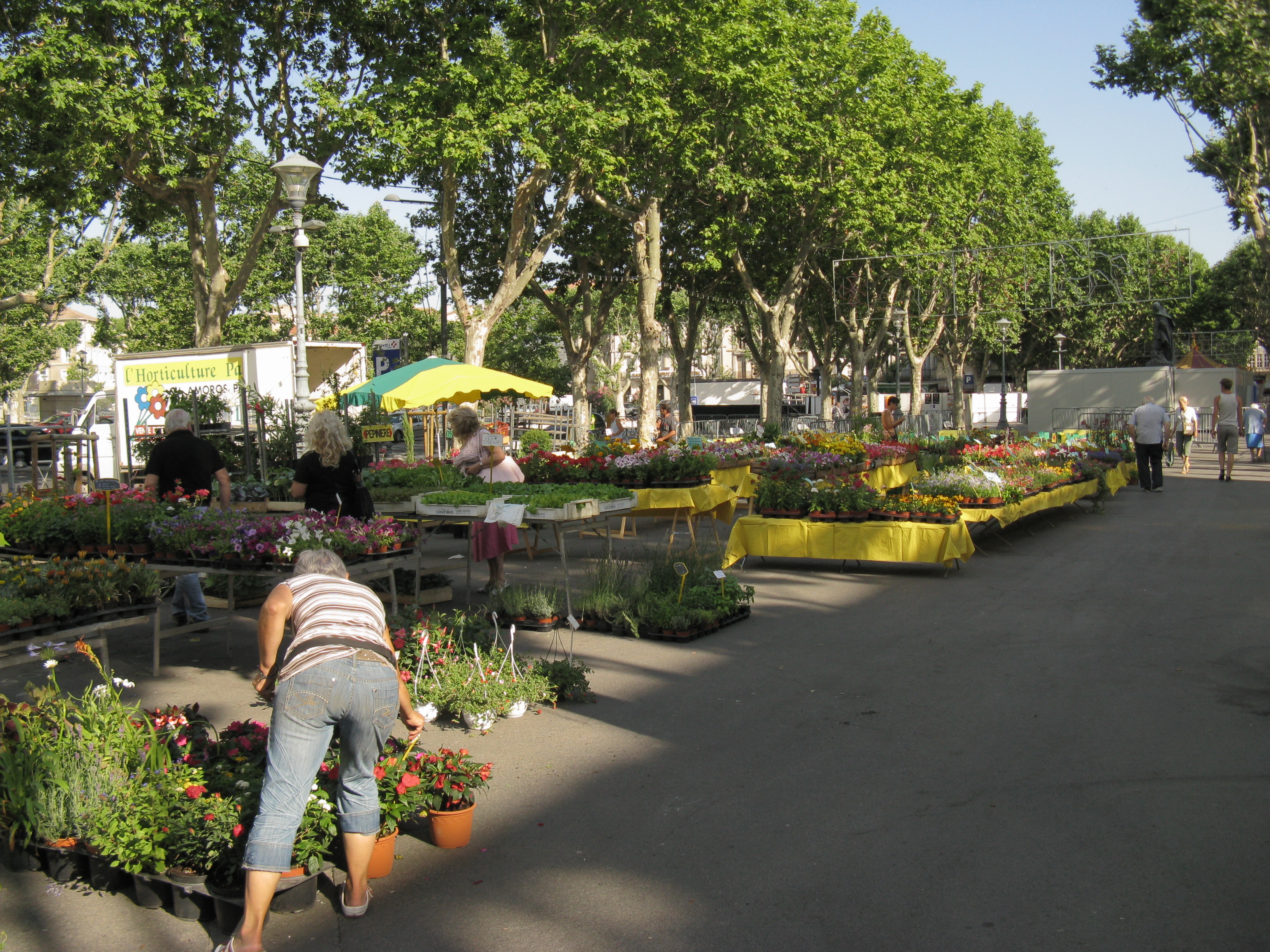
Le marché aux fleurs sur les allées.

Les allées accueillent tous les vendredis un marché aux fleurs, marché assez important d'horticulture. 
Les allées sont le lieu de promenade des biterrois et constituent un lieu de passage très fréquenté. Elles accueillent diverses manifestations durant l'année, et des bodegas durant la féria d'août.